# Gobio krymensis
Gobio krymensis is een straalvinnige vissensoort uit de familie van de eigenlijke karpers (Cyprinidae). De wetenschappelijke naam van de soort is voor het eerst geldig gepubliceerd in 1973 door Petru Bănărescu en Teodor T. Nalbant.